# ヘリコプターによる脱獄事件の一覧

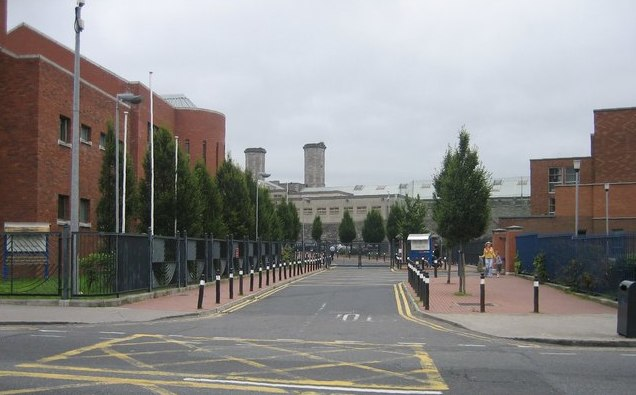
1973年10月31日にIRAメンバーの3人がハイジャックしたヘリコプターで脱獄している、アイルランドのマウントジョイ刑務所

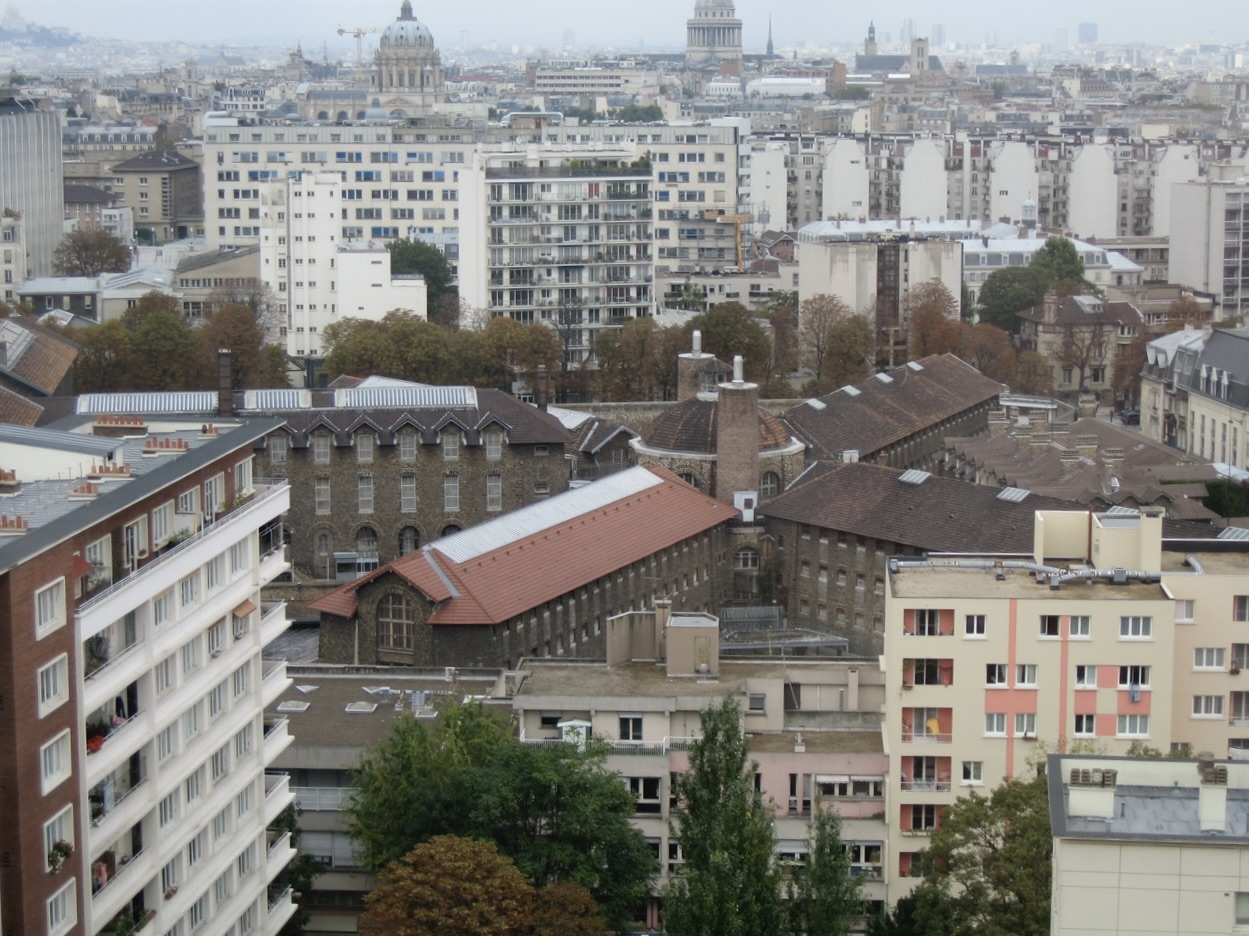
1986年3月26日、ミシェル・ボージュールが妻の操縦するヘリコプターに乗り脱出したパリのサンテ刑務所

ヘリコプターによる脱獄事件の一覧（ヘリコプターによるだつごくじけんのいちらん）では、刑務所や矯正施設、収容所などから囚人や被収容者を解放するためにヘリコプターが使用された事例を収録している。
刑務所から囚人を脱獄させるためにヘリコプターが使われることがある。最初期の例としては、「マン・ファン」ことジョエル・デイヴィッド・カプランの脱獄が挙げられる。彼は1971年8月19日にメキシコのサンタ・マルタ・アカティトラ刑務所からヘリコプターで脱獄を果たしている。カプランはもともとニューヨークでビジネスをしていた男で、単に刑務所からの脱獄をしただけでなく、メキシコからも脱出し、当時の経験を「The 10-Second Jailbreak」という本にまとめて出版までしている
。
世界的にみると、ヘリコプターによる脱獄の事例はフランスが多く、少なくとも11回が記録されている。フランスで最も有名な事例としては、1986年に、銀行強盗犯のミシェル・ボージュールの妻が、数か月かけてヘリコプターの運転を習得し、脱獄を敢行した事件が挙げられる。ボージュールの妻は、白いヘリコプターを借りてパリ上空を飛び、要塞のような刑務所の屋根から夫を連れ出そうとした。ボージュールはその後、警察と銃撃を繰り広げて頭部に重傷を負い、妻はそのまま逮捕された。
回数でみると、刑が確定済みの殺人犯パスカル・パイエが、2001年、2003年、2007年と3度もヘリコプターを使った脱獄を試みており、突出している。
ほかにもヴァシリス・パライオコスタスは、2009年2月22日にヘリコプターでコリダロス刑務所からの脱獄を試みているが、彼は以前にも同じ刑務所からヘリコプターで脱獄を敢行している。
この種の試みを防ぐために、多くの刑務所で外部に対してオープンになっている敷地部分にネットやケーブルを張り巡らせる対策がとられている。

## 事例
| 日付                  | 刑務所名                                                                         | 国             | 成否 | 脱獄者                                                                                         | 詳細 |
| --------------------- | -------------------------------------------------------------------------------- | -------------- | ---- | ---------------------------------------------------------------------------------------------- | --- |
| 1971年8月19日         | サンタ・マルタ・アカティトラ                                                     | メキシコ       | 成功 | ジョエル・デイヴィッド・カプラン カルロス・アントニオ・コントレラス・カストロ                  | ニューヨークの実業家であったカプランは、1962年にメキシコシティにおいて殺人容疑で逮捕され、実刑判決を受けてイスタパラパのサンタ・マルタ・アカティトラ刑務所に収監されていた。彼の妹ジュディはカプランの脱獄を助ける手立てを用意し、左記の日、1機のヘリコプターを刑務所の中庭に着陸させた。看守たちは、これを司法長官の視察と勘違いした。2分で、カプランと同房者のコントレラス（パスポート偽造の罪で服役していたベネズエラ人）は、ヘリコプターに乗り込むことに成功し、看守たちから発砲される前に飛び去った。ふたりはテキサス州まで飛び、その後、別の飛行機でカプランはカリフォルニア州へ、コントレラスはグアテマラへ向かった。メキシコ政府当局はカプランの身柄引渡し請求手続きに着手することはなかった。この脱獄の顛末は、『10秒間の脱獄（原題: The 10-Second Jailbreak: The Helicopter Escape of Joel David Kaplan）』という書籍の中で語られている。また、チャールズ・ブロンソンとロバート・デュヴァルが主演した、1975年のアクション映画『ブレイクアウト』にも着想を与えた。 |
| 1973年10月31日        | マウントジョイ刑務所（ダブリン）                                                 | アイルランド   | 成功 | J・B・オヘイガン シェイマス・トゥーミー ケヴィン・マロン                                       | IRAの構成員がヘリコプターをハイジャックして、15時40分に刑務所のD棟にある運動場に着陸させた。同じくIRAの構成員である3人の囚人がヘリコプターに搭乗し、刑務所を脱獄した。いあわせた囚人の証言によれば「看守の一人が恥ずかしそうにしながら所長に頭を下げていた。新しい防衛大臣（パディ・ドネガン）がいらっしゃったと思ったんですとか言ってたよ。だから俺たちの防衛大臣が旅立ってったのさ、と言ってやっと」。 この脱出事件はアイルランドの共和主義者のあいだで語り草になり「ヘリコプター・ソング」という歌まで生まれた。この歌の歌詞には「鳥のように舞い上がり、街をこえていく。看守の声が聞こえる。『囚人が三人たりないぞ』ってさ」という一説がある |
| 1978年5月24日         | マリオン連邦刑務所（イリノイ州）                                                 | アメリカ       | 失敗 | ガレット・ブロック・トラップネル マーチン・ジョゼフ・マクネリー ジェームズ・ケネス・ジョンソン | （トラップネルの友人である）43歳のバーバラ・アン・オズワルドは、セントルイスを拠点とするチャーターヘリをハイジャックし、パイロットを脅して刑務所の中庭に着陸させた。ヘリを着陸させる際、ベトナム戦争の退役軍人だったパイロットのアレン・バークレイジは、オズワルドと揉み合いになり、なんとか彼女から銃を奪い取った。そして、バークレイジはオズワルドを射殺し、脱獄計画を阻止した。数か月後、オズワルドの娘がトラップネルの解放を求めて、トランス・ワールド航空541便をハイジャックした。 |
| 1981年2月27日         | フルーリー＝メロジ刑務所（イル＝ド＝フランス地域圏エソンヌ県フルーリー＝メロジ） | フランス       | 成功 | ジェラール・デュプレ ダニエル・ボーモン                                                        | セルジュ・クーテルの助けを得て、デュプレとボーモンは、国内で最も厳重だと認識されていたフランスの刑務所から、最初かつ2人同時のヘリコプターによる脱獄に成功した。彼らは、パリからオルレアンへ飛ぶために借りたヘリコプターとパイロットをハイジャックした。パイロットのクロード・フルカードは人質に取られ、彼の妻と娘も人質にしていると偽って告げられていた。ヘリは（オルレアンではなく、パリ14区のかつてオルレアン門があった）ポルト・ドルレアン地区に着地した。 |
| 1981年5月7日          | オルサンヴィル刑務所（ケベック・シティー）                                       | カナダ         | 失敗 | マリーナ・パケ（ハイジャック犯） ジル・アルセノー（囚人）                                      | パケは、ヘリコプターベル 206A ジェットレンジャーのパイロットであるブライアン・ジェナーの後頭部に銃身を短くした散弾銃を突きつけた。彼女は、ボーイフレンド（殺人容疑によりカリフォルニアへの送還待機中）が脱獄する計画を立てていた刑務所の中庭に着陸するよう要求した。ジェナーはパニックを装い、ヘリコプターを蛇行飛行させた後、ジェットレンジャーの後部座席にいたパケに散弾銃とナイフを引き渡すよう説得することに成功した。ジェナーは、彼女に刑務所以外の着陸場所を選ばせ、彼女は空港へ戻ることを選択した。 その後、パイロットは正確に、彼らがどこにいて、ケベック・シティーの空港に着いたときどこに着陸するつもりかを非常に詳細に説明した。その時までに警察は彼女がヘリコプターをハイジャックしたことに確実に気づいているだろうが、彼女がパイロットに武器を渡したことにはまだ気づいていないだろうとも付け加えた。ジェナーは常に操縦桿についている送信ボタンを押し続けていて、管制塔は全ての詳細を受信していた。空港に着地した瞬間、女はヘリコプターから降りたが、管制塔から状況を知らされていた警官が近くに隠れていて、数秒のうちにパケを逮捕した。                                                                |
| 1983年1月             | ペントリッジ刑務所                                                               | オーストラリア | 失敗 | デヴィッド・マクミラン                                                                         | 麻薬の密輸で逮捕された3人の容疑者が、フィリピン在住の元SASの男を雇い脱獄計画を立てた。刑務所のテニスコートからヘリコプターで刑務所の近くに留め置いた、目隠し用のパネルをつけたバンに運び、シドニーまで600キロを走り抜け、そこからヨットでマニラに逃げるという段取りだった。 しかしこの計画は、フィリピンに亡命していたトニー・モイニハンがオーストラリア連邦警察に通報したことから露見し、おとり捜査がおこなわれたことで計画は失敗に終わった。 |
| 1985年12月19日        | ペリー矯正施設（サウスカロライナ州ペルザー）                                     | アメリカ       | 成功 | ジェームズ・ロドニー・レナード ウィリアム・ダグラス・バリュー ジェシー・グレン・スミス         | 殺人犯のレナード、持凶器強盗犯のバリューとスミスは、パイロットと、ピストルを所持した女性ハイジャック犯とともに、4、5マイル離れた逃走用車両の所までヘリコプターで逃亡した。この定員3名のヘリコプターは、5人の乗員による重量オーバーのためフェンスを越えるのもやっとの状態であった一方で、看守1名を負傷させた銃弾の雨の中を飛び去った。別の男2人も同様に脱獄を試みたが、パイロットが脱獄者たちにこのままではヘリコプターが離陸できないと伝えたため、自ら飛び降り、あるいは突き落とされた。3人の脱獄者は、12月23日にジョージア州カムデン郡で逮捕された。 |
| 1985年12月31日        | カンジド・メンデス刑務所（リオデジャネイロ）                                     | ブラジル       | 成功 | エスカジーニャことジョゼ・カルロス・ドス・ヘイス・エンシナ                                     | 麻薬王であったエンシナはゴルド（スペイン語で「太っちょ」）ことホセ・カルロス・グレゴリオの手によりヘリコプターでの脱獄に成功した。ホセ・カルロス・グレグリオは購入予定の土地の下見を装ってベル47をレンタルしていて、パイロットに強要して刑務所に着陸し、すでに脱獄していたエンシナをピックアップした。エンシナは3か月後に当局と銃撃戦のすえに再逮捕された。 |
| 1986年5月26日         | サンテ刑務所                                                                     | フランス       | 成功 | ミシェル・ヴォジュール                                                                         | ヴォジュールは、殺人未遂と武装しての強盗の罪で、28年の懲役を命じられていた。3度の脱獄を試みて失敗し、4度目で成功を果たした。ヴォジュールは偽の拳銃と手榴弾のようにペイントしたネクタリンで看守を脅しながら、刑務所の屋上に到達した。そこで彼は脱獄のためだけにヘリコプターの操縦訓練を受けた妻のナディーンのヘリコプターに乗り込んだ。そして二人は近隣のサッカー場に着陸し、停めていた車に乗って脱走した。偶然撮影されたこの脱出劇の写真がパリ・マッチ誌に掲載され、また1992年にはベアトリス・ダル主演で映画化もされた（『ブリジット 女が男を奪うとき 』）。 |
| 1986年11月5日         | FCI ダブリン                                                                     | アメリカ       | 成功 | サマンサ・ロペス                                                                               | ロナルド・J・マッキントッシュが10月28日に警戒レベルの非常に低い刑務所から逃走した。このマッキントッシュが11月5日にヘリコプターをハイジャックし 、そのヘリコプターでサマンサ・ロペスを脱獄させることに成功した。脱獄に成功した二人は、カリフォルニアのショッピングモールにある店にウェディングリングをオーダーするが、商品を受け取りにきたところを警察に逮捕された。マッキントッシュが小切手の支払いに使う口座を当局は把握していて、待ち構えていたのだった。 マッキントッシュはロペスの脱獄を幇助したことにより25年の懲役刑が言い渡された。ロペスは1981年にジョージア州で起こした銀行強盗により50年の刑期を過ごしていたが、この事件により刑期にはさらに5年が追加された 。 事後処理がおわりマッキントッシュとロペスの２人がそれぞれの刑務所に連行される途中、マッキントッシュは車の窓から身を乗り出して、ロペスに「愛してるよ！」と叫んだという逸話が残っている。記録によればロペスは2010年4月20日に出所している。 |
| November 23, 1986２５ | Prigione di Rebibbia, Rome                                                       | イタリア       | 成功 | André Bellaïche Gianluigi Esposito Luciano Cipollari                                           | 赤十字のヘリコプターが、銃を持った2人組の男に乗っ取られ、警備が厳重な刑務所の中庭まで飛ぶよう脅された。50人ほどの受刑者が運動中のところへ、パイロットがヘリコプターを中庭から地上3mのところでホバリングしてきた。ハイジャック犯による援護射撃が行われる中、3人の受刑者がヘリコプターに乗り込もうとした。乗り込もうとした者のうち、Bellaicheはチュニジア出身のフランス人であり、殺人および銀行強盗で服役していた。Espositoはイタリアのテロリストに武器を供給しようとした罪で服役していた。また、1985年に殺人罪でイタリアから移送されてきたCipollariは、乗り込もうとしたところ滑ってしまい、脱獄に失敗した。その後、Cipollari以外の2人を乗せたヘリコプターは試合中のサッカー会場に飛んできた。犯人たちはヘリコプターを乗り捨て、別の車を乗っ取った 。彼らはイタリアまで逃げようとしたものの、パトカーに追われ、1986年12月13日に逮捕された。 |
| December 10, 1987     | ガートゥリー刑務所                                                               | イギリス       | 成功 | Sydney Draper John Kendall                                                                     | 午後3時16分、KendallとDraper がハイジャックされたベル 206の助力でガートゥリー刑務所の運動場から逃走した。Kendallは8年の刑に服していた暗黒街のボスで、Draperは殺人罪で終身刑が言い渡されていた。 2人の逃走は当時の世間で大きな論争を呼び、刑務所の警備の厳重化につながった。なお、Kendallは逃走から10日後に捕まった一方、Draper は13か月後に捕まった。 |
| 1988年7月11日         | Penitentiary of New Mexicoニューメキシコ刑務所                                   | アメリカ       | 成功 | ダニー・マホーニー フランシス・ミッチェル ランディ・ラッキー                                   | 不動産業者がサンタフェ周辺のエリアを周遊するという名目で、パイロットとしてチャールズ・ベラが雇われた。チャールズが操縦するガゼルの機内で、乗客が銃を彼につきつけて刑務所の敷地に着陸するよう命令した。着陸すると3人の囚人がヘリに飛び乗り、ヘリはそのまま逃避行のため飛び立った。しかし、アメリカ税関局のヘリコプターが追跡を開始し、後には州警察のヘリも追跡に加わった。追跡していたヘリからは、チャールズ・ベラが過激な操縦により追跡するヘリを墜落させようとしていたという証言もある。しかし追跡は途切れることなく、着陸しようとする度に地上で警察が待ち構えていたので脱獄囚たちは振り切ることは結局できなかった。ミッチェルとラッキーはすぐにつかまり、マホーニーは警察犬部隊も動員されてやはり再逮捕された。 |
| April 17, 1989        | Federal Holding Facility, Miami, Florida                                         | アメリカ       | 失敗 | Ben Kramer                                                                                     | Kramer, a famous Apache Boat owner and racer tried to escape by helicopter from the prison. The escape failed when the rookie pilot, Charles Clayton Stevens, hovered 12 inches off the ground in a very tight space (200 feet long by 50 feet wide). When the 6'2", 240 lb Kramer jumped into the small two seater Bell 47D-1 trainer, its rear rotor struck the razor wire, causing it to be uncontrollable. Stevens made an attempt to take off anyway. One of the skids caught on the razor wire, causing the helicopter to catapult over the fence and crash into the prison grounds. Both Kramer and Stevens sustained extensive injuries. Kramer was serving life without parole for Racketeer Influenced and Corrupt Organizations Act (RICO) charges resulting from drug trafficking, and also pleaded guilty to the murder of fellow boat builder and racer Don Aronow, owner of Cigarette Off Shore Boats. |
| August 19, 1989       | Arkansas Valley Correctional Facility, Colorado                                  | アメリカ       | 成功 | Ralph Brown Freddie Gonzales                                                                   | Brown and Gonzales were able to escape via helicopter. Two women, Rebecca Brown and Patricia Gonzales chartered a helicopter out of Denver. Once airborne the women held handguns to pilot Tim Graves head and ordered him to land in the prison yard to pick up the two men. They were recaptured in Holdrege, Nebraska that night after firing at law enforcement officers. |
| June 19, 1990         | Kent Penitentiary, British Columbia                                              | カナダ         | 成功 | Robert Ford David Thomas                                                                       | Ford and Thomas escaped when a hijacked helicopter landed in the courtyard. They were captured by the RCMP at Harrison Lake two days later. Correctional Officer R. Kirby was shot during the incident and survived. The pilot, Fred Fandrich of Valley Helicopters, was not injured. The Bell 206 helicopter was damaged by gunfire from prison guards. |
| April 7, 1991         | Rio Piedras State Penitentiary, Puerto Rico                                      | プエルトリコ   | 成功 | William Lane                                                                                   | Several inmates were able to escape when a helicopter plucked them from the prison. The escape prompted the Puerto Rico House Government Committee to pass a regulation that allowed penal officials to fire on any helicopter aiding an escape attempt. Plans for the escape have been attributed to drug dealer Papo Cachete, who died during 2019. |
| February 24, 1992     | リヨン刑務所                                                                     | フランス       | 成功 | —                                                                                              | Albertvilleでヘリコプターがアルプスのスキー客を乗せるために飛び立とうとしたところ、人の武装した男がに乗っ取られ、刑務所まで飛ぶよう命じられる。ヘリコプターは刑務所の中庭に着地し、3人の囚人がこれに乗って脱獄した。本件を受け、この刑務所の中庭には5m間隔のケーブルが張られた |
| 1992年12月            | トゥレーヌ中央刑務所                                                             | フランス       | 失敗 | —                                                                                              | 逃亡に失敗して一人が警備員に銃殺され、残りの者も怪我を負った |
| June 17, 1993         | Touraine Central Prison, Tours                                                   | フランス       | 失敗 | Michel Vaujour                                                                                 | Vaujour and his wife were imprisoned in 1991. A man and woman hijacked a helicopter and held the pilot's family hostage. The wife alerted police and the prison was locked down before the helicopter arrived. It returned to its base, from where the hijackers escaped in a car. |
| 1996年12月30日        | サンティアゴ                                                                     | チリ           | 成功 | マヌエル・ロドリゲス愛国戦線のメンバー4人                                                      | 厳重な警備の刑務所だったが、敷地に着陸した重装備のヘリコプターに乗って囚人4人が脱獄した。そのうち女性の2人はアイルランド国籍であり、IRA暫定派との関係性を疑われている。 |
| September 18, 1997    | De Geerhorst prison                                                              | オランダ       | 失敗 | —                                                                                              | The escape attempt failed when the helicopter crashed into the prison ground . The helicopter had been stolen earlier in Belgium. The pilot was killed and the Colombian escapee, who was serving a long-term sentence for drug trafficking, walked away with slight injuries. |
| March 25, 1999        | Metropolitan Remand and Reception Centre                                         | オーストラリア | 成功 | John・Killick                                                                                  | Librarian Lucy Dudko hired a helicopter under the pretence of checking out the upcoming Olympic site in Sydney. Using a gun she forced pilot Tim Joyce to land on the prison grounds. Waiting was Killick, who was serving 28 years for armed robbery. He jumped in the helicopter while being fired on by guards and cheered on by inmates. They landed in a park where Killick hijacked a taxi at gunpoint. The two were able to elude authorities for six weeks before being arrested at the Bass Hill Tourist Park. Dudko, dubbed Red Lucy by the media, was sentenced to the maximum of 10 years and was sent to Mulawa Correctional Centre women's prison. On May 9, 2006, she was released on parole after serving 7 years of her sentence. Killick was released on January 22, 2015, but is not allowed to have contact with Dudko until he turns 80 years old. |
| June 5, 2000          | Martin Treatment Center for Sexually Violent Predators, Martin County, Florida   | アメリカ       | 成功 | Steven Whitsett                                                                                | Whitsett was serving a civil commitment as a Sexually Violent Predator at the prison. At approximately 1 p.m., correctional officers patrolling the perimeter of the treatment center reported a helicopter approaching from south of the facility. Piloted by Clifford Burkhart, a former lover of Whitsett, the helicopter landed inside the fenced compound. While Whitsett was climbing aboard, the helicopter struck an object. As a result of the damage the helicopter crashed about 100 yards south of the perimeter fence. Twenty-six hours from the time of the escape, a Martin County Sheriff's deputy spotted Whitsett and Burkhart from a search helicopter. The two men were in a canal, in shoulder-deep water, four miles east of the treatment facility. For the escape and weapons charges stemming from the escape Whitsett received a criminal sentence of 25 years. Whitsett was awaiting a retrial when his conviction was overturned in 2007. For his part in the escape, Burkhart was sentenced to 7 years, followed by 10 years of probation. Burkhart was released from prison in 2007. |
| 2000年12月13日        | リヨン刑務所                                                                     | フランス       | 成功 | —                                                                                              | 3人の囚人が仲間にヘリコプターをハイジャックさせて、ヘリから下されたネットをつかんで上り脱獄に成功した。3人のうち1人は、刑務官の発砲により致命傷を負い、残りの2人も警察との銃撃戦のすえに再び逮捕された |
| 2001年1月19日         | リュイーヌ刑務所                                                                 | フランス       | 成功 | パスカル・パイエ                                                                               | ヘリコプターをハイジャックして脱出した |
| 2001年3月24日         | ドラニャン刑務所                                                                 | フランス       | 成功 | アブデルハミド・カルノス エミール・フォーマ＝サリー ジャン=フィリップ・レカセ                  | 武装した男が一人で飛行所の近隣でヘリコプターをハイジャックし、パイロットに刑務所の敷地にヘリを着陸させた。3人の囚人がヘリに乗り込み、60キロメートル先まで逃げることに成功した。ヘリはオリボー＝シュル＝シアーニュに着陸し、パイロットは解放され、囚人たちは待機させてあった逃亡用の車に乗り込んだ。彼らは後に武装強盗で服役していた囚人だと判明している |
| May 28, 2001          | フレンヌ刑務所                                                                   | フランス       | 失敗 | —                                                                                              | (Although not a helicopter escape in the truest sense, it is listed here because of the large role a helicopter played in the incident). A hijacked helicopter flew over the prison and dropped weapons in the exercise yard. Two prisoners armed with a bulletproof vest, an automatic pistol and a Kalashnikov dropped by the helicopter were able to take three guards hostage in an attempt to escape. The hostage drama lasted about 24 hours before the prisoners surrendered. |
| 2002年1月17日         | パラダ・ネト刑務所                                                               | ブラジル       | 成功 | —                                                                                              | 2人の男が旅行者をかたり、サンパウロ上空からパノラマでの眺めをみたいとヘリコプターをチャーターした。上空で二人は銃を取り出してパイロットに刑務所の中庭に着陸するよう要求した。殺人と銀行強盗で服役していた2人の囚人がヘリに飛び乗り、警備員が発砲するなかヘリはふたたび飛び立った。後日、刑務所から50キロメートルほど離れたサッカー場で弾痕だらけのヘリコプターが見つかった。 |
| December 30, 2002     | Las Cucharas prison, Ponce, Puerto Rico                                          | アメリカ       | 成功 | Orlando Cartagena Jose Rodriguez Victor Diaz Hector Diaz Jose Tapia                            | 2人組の男が建設現場の視察を名目にヘリコプターを借りる。その後、彼らはパイロットに銃を突きつけ、刑務所の屋根にヘリコプターを着地させ、長期刑に服していた5人の囚人を迎え入れる。着地に十分なスペースがなかったため、脱獄囚のうちの一人はヘリコプターのスキッドにしがみ付く羽目になった。 脱獄囚のうちVictor Diazはすぐには見つからず、他の脱獄囚は殺したと主張したものの、2003年1月に本人が自首したThe inmates claimed to have killed him soon after the break-out. He later surrendered himself to authorities in January 2003.。 |
| 2003年4月4日          | リヨン                                                                           | フランス       | 成功 | エリック・アルボレオ フランク・ペルレット ミシェル・ヴァレロ                                   | パスカル・パイエがヘリコプターをハイジャックして3人の囚人の脱獄を指揮した。パイエ自身も2001年に同じやりかたで脱獄に成功していた。パイエと3人の男たちはのちに逮捕されるが、2007年7月にふたたびフランス南東部のグラース刑務所からヘリコプターで脱獄している。 |
| 2005年7月             | フランス国内                                                                     | フランス       | 失敗 | —                                                                                              | ヘリコプターが屋根に降りようとしたところ警報が鳴り、脱獄は未遂に終わった |
| 2005年12月10日        | エトン                                                                           | フランス       | 成功 | Hubert Selles Jean-Claude Moretti Mohamed Bessame                                              | 2人の男がバックカントリー・クロスカントリー・スキーを装ってヘリコプターをチャーターした。男たちは銃をふりまわし、パイロットに刑務所の屋上に着陸させ、3人の囚人をヘリコプターに乗り入れさせた。一人は、ドラッグがらみの犯罪で、もう一人は武装強盗、三人目は強盗の指揮で服役していた。ヘリコプターはグルノーブル近郊の見晴らしの良い場所に着陸し、パイロットから電話と無線を奪って逃走した。 |
| 2006年6月6日          | コリダロス                                                                       | ギリシャ       | 成功 | Vassilis Paleokostas Alket Rizai                                                               | ニコス・パレオコスタスともう一人の男はヘリコプターをハイジャックして刑務所の屋根に着陸させた。ニコスの兄弟であるヴァシリス（誘と強盗により懲役25年）とリザイ（殺人による無期懲役）がヘリコプターに乗り込み、近隣の墓地へと飛んで、待機させてあったオートバイで逃走した。 |
| 2007年4月15日         | ランタン刑務所                                                                   | ベルギー       | 成功 | エリック・ファーディナント                                                                     | 2人の男が小型のヘリコプターをハイジャックしてパイロットにファーディナトを引き上げるため刑務所の敷地に降りるよう命じた。シント＝トロイデン近郊の飛行場でヘリコプターを借りるとき、この2人の男は自分たちがマルセイユからきた旅行者だと名乗っていたが、拳銃と手りゅう弾を隠し持っていた。ファーディナントが後述したところでは、ヘリは自分を含む200人の囚人のただ中に下りてきた。機上へと上がろうとするあいだ、ハイジャック犯たちは囚人たちめがけて催涙弾を投げ込んだ。刑務所を飛び去ったヘリは、そこからわずか1キロメートル足らずのところに着陸し、ファーディナントとハイジャック犯はそこに留め置いておいた逃走用車両に乗り込んだ。当時のファーディナントはスペインへの送還を待つ身だったが、彼はそこでも窃盗、偽造、横領で有罪判決を受けて服役中だった刑務所から脱獄していた。 後日ファーディナントは逮捕され、イタリアからベルギーに送還された。2008年2月、彼は脱獄により6年の懲役が言い渡され、幇助した者たちも懲役刑となった。 |
| July 15, 2007         | Grasse prison                                                                    | フランス       | 成功 | Pascal・Payet                                                                                  | Payet escaped for the third time using a helicopter that was hijacked by four masked men from Cannes – Mandelieu Airport. The helicopter landed some time later at Brignoles, 38キロメートル (24 mi) north-east of Toulon, on the Mediterranean coast. Payet and his accomplices then fled the scene and the pilot was released unharmed. Payet gained notoriety for using a helicopter in 2001 to escape from Luynes prison and then while still on the run in 2003 organized another escape for fellow inmates from the same prison. Payet had been serving a 30-year sentence for a murder committed during a robbery on a security van. |
| October 28, 2007      | Ittre prison                                                                     | ベルギー       | 失敗 | Nordin Benallal                                                                                | Benallal, a self-styled "escape king", arranged accomplices to hijack a helicopter near the prison. However, the helicopter was swarmed by other prisoners, floundered and crashed. Benallal and his cohorts then seized two prison guards as hostages and fled in a car parked nearby. He was arrested again two days later by Dutch police in The Hague. Benallal was facing over 50 years of prison time and had several convictions for armed robbery, carjacking, and previous escape attempts. He had previously run from a prison van, walked out of prison wearing a wig and sunglasses and scaled a prison wall with a rope ladder. |
| 2009年2月22日         | コリダリス刑務所                                                                 | ギリシャ       | 成功 | Vasilis・Paleokostas Alket Rizai                                                               | 2人の男が刑務所からヘリコプターを使って脱獄した。2人は2006年にも同じ手段で脱獄していたが、結局逮捕されていて、この2009年の脱獄事件が起こった当時、2人の裁判がまさに進行中であった。裁判に出頭するために新しい刑務所に移送されたまさにその翌日にこ新たな脱獄事件が起こった。Rizaiは2009年11月に再び捕まったが、Paleokostasは逃亡中である。 |
| April 27, 2009        | Domenjod Prison, Réunion                                                         | フランス       | 成功 | Juliano Verbard Alexin Jismy Fabrice Michel                                                    | Verbard was the founder of the Sorrowful and Immaculate Heart of Mary religious movement launched in 2002 on the island. He was arrested and imprisoned 15 years in February 2008 for attacks on children aged nine and 13. Verbard escaped after three armed accomplices, posing as tourists, hijacked a helicopter and landed in the exercise yard of the prison. He escaped with Jismy and Michel, a father and son duo who were also his followers. Once the three were aboard they took off and landed in a nearby clearing where a van was waiting. The three were recaptured on May 6, 2009. |
| 2009年7月23日         | ブルージュ                                                                       | ベルギー       | 成功 | アシュラフ・セッカキを含む4名                                                                  | ヘリコプターが一人の男にハイジャックされ、刑務所への着陸を強制された。ヘリコプターに乗り込んだのは、銀行強盗で有罪になった26歳のセッカキを含む4人だった。このセッカキは当時、ベルギーで最も危険な犯罪者の一人とされていて、2003年には別の刑務所から脱獄していた。脱獄囚たちはアールテルまで飛び、そこで女性ドライバーの乗っていたベンツを奪いさらにはガソリンスタンドを襲撃して、ベルギーの沿岸部に向かった。2週間後に、セッカキはモロッコで再逮捕された。 |
| 2010年6月25日         | ワイト島                                                                         | イギリス       | 失敗 | Brian Lawrence                                                                                 | 計画が実行される段階にはまったくいたっていなかったものの、ブライアン・ローレンスは、数独に仕込まれた「見えないインク」で書かれた暗号で仲間とやりとりをしていた。刑務官が監視の目を厳しくし、「more heat less light」〔議論などが熱くなるが、結論は出ない譬え〕というメッセージが見つかったことを皮切りに暗号でのやりとりが露見した。ローレンスたちの計画では、ワイト島音楽祭のときに実行するのがもっとも疑われにくいだろう、ということになっていた |
| 2012年3月22日         | シェクスナ                                                                       | ロシア         | 成功 | Alexey Shestakov                                                                               | 仲間がハイジャックしたMi-2で刑務所から脱出したが、ほどなく再逮捕された、 |
| 2013年2月24日         | トリカラ                                                                         | ギリシャ       | 失敗 | Panagiotis Vlastos                                                                             | 武装したパイロットと整備士の乗ったヘリコプターが現れ、フックをつけたロープを垂らして刑務所を囲むフェンスを剥がそうとした。結局フェンスは剥がれなかったため、ヘリコプターはブラストスを逃がすためにロープを下した。ブラストス以外にも、当時収監されていた氏名不詳のアルバニア国籍の受刑者も計画に加わっていた可能性があるとされる。 ヘリコプターからはAK-47とUZIの銃弾が刑務所の護衛官に注がれ、配置についていた護衛艦の一人がガラスの破片の飛散により軽傷を負っている。刑務所側も反撃を行い、一度はヘリコプターに乗り込むことに成功していたブラストスや機上の整備士も怪我を負った。ついにヴラストスは約3メートルの高さから敷地に落下し、ヘリコプターも駐車場にゆっくりと着陸した。 刑務所側の証言によれば、ヘリコプターから発射され回収された銃弾は500発を優に超える。また法務省によれば、ヘリコプターには即席爆弾装置も搭載されていたが、使用されることはなかった。 |
| 2013年5月17日         | サン・ジェローム                                                                 | カナダ         | 成功 | Benjamin Hudon-Barbeau Danny Provençal                                                         | 2人の収容者が、空中で停止したヘリコプターから延びるロープをよじのぼって脱出した。このヘリコプターは別の2人の共犯者が銃をつきつけてハイジャックしたものだった。脱走者たちはヘリから降りた場所で待機させていた車に乗り込み、シェールイーにあるシャレー風の別荘に押し入った。しかし地元住民が通報したため、わずか数時間後には犯人たちはこの場所から再び逃走した。しかしすぐに警察車両に囲まれたので車から降りて警察と銃撃戦をくりひろげたのちに、徒歩で逃走したものの、すぐに捕縛され、最後の一人も夜中に逮捕された。重症を負ったものはいなかった。 |
| 2014年6月7日          | オルサンヴィル                                                                   | カナダ         | 成功 | Yves Denis Denis Lefebvre Serge Pomerleau                                                      | 殺人容疑で拘留中だった3人の男が、東部時間で7:45ごろに収容所から脱走した。数週間後に3人は逮捕され、脱走した同じ施設に再度収監された。 |
| 2016年2月22日         | ティーヴァ                                                                       | ギリシャ       | 失敗 | Pola Roupa Nikos Maziotis                                                                      | 2013年、テロリスト集団「革命闘争」を組織し、殺人未遂のと革命闘争が犯行声明を出した複数の襲撃事件に関与したことでNikos Maziotisは欠席裁判により懲役50年の判決を受けた。彼は2012年から逃走中だったが2014年7月に逮捕された。警察のテロ対策チームによると、後にMaziotisの妻Pola Roupaと判明することになる女性が、エルミオニダでヘリコプターをレンタルしている。このヘリコプターは6人を超える乗客をのせてキトノス島へと飛ぶはずだった。警察によると、ヘリコプターがアテナ付近を飛んでいるときにRoupaが銃を取り出して市街に戻るように要求した。パイロットは即座に彼女の銃をとりあげようと動いたが、それによって機体のコントロールが失われ、ヘリは高度を落とし始めた。もみ合いになるうちに、Roupaはパイロットに向けて3度発砲し、パイロットは無傷だったが、銃弾は計器を貫通した。パイロットはティーヴァ付近の人気のない山岳地帯にヘリを着陸させることに成功した。Roupaはすぐにドアを開けて、そのまま逃走した。 |
| 2018年7月1日          | レオ（パリ近郊）                                                                 | フランス       | 成功 | レドワン・ファイード                                                                           | 刑務所のエントランスで重武装した男たちが陽動を行っている間に、敷地に着陸したヘリコプターに乗り脱獄した。このヘリコプターはハイジャックされたもので、パイロットはのちに無傷で解放されたもののショック状態だった。 |
| 2020年9月25日         | フォレ                                                                           | ベルギー       | 失敗 | Kristel A.                                                                                     | 3人の男がアントワープでユーロコプター AS355をハイジャックした。アントワープ空港からの離陸後、35歳女性のパイロットは女子刑務所に飛ぶように命じられた。しかし着陸できず、一時間以上も飛行した後で、ブリュッセルから40キロメートル東にあるエレシーヌの高速道路の駐車場に着陸した。そこでハイジャック犯は逃亡したが、その後パイロットはヘリで連邦警察航空支援隊の基地に移動した。2日後にこのハイジャック事件との関係で4人が逮捕された。トンゲレン出身で24歳のマイク・Gは、麻薬取引になり有罪となった後、刑務所から出所中であったが電子監視を受けていた。彼は殺人容疑で拘留中だった27歳の妻クリステル・Aを脱獄させる計画を組織した疑いで逮捕された。 |

## フィクションにおける脱獄事例
| メディア   | タイトル                                        | 公開・放映年 | 成否 | 詳細 |
| ---------- | ----------------------------------------------- | ------------ | ---- | --- |
| TV         | プリズナーNo.6 - "Arrival" - "The Schizoid Man" | 1967         | 失敗 | The episodes "Arrival" and "The Schizoid Man" feature attempts by Number Six to escape The Village via robotic helicopter. Both attempts end with the helicopters being turned around and Number Six being deposited back into The Village. |
| TV         | プロテクター電光石火                            | 1972         | 成功 | In the episode "Brother Hood" S1 E2, Vladek Sheybal escapes from a Greek prison in a helicopter piloted by Robert Vaughn |
| Film       | ブレイクアウト                                  | 1975         | 成功 | Breakout is a 1975 film where Robert Duvall escapes from a Mexican prison in a helicopter piloted by Charles Bronson. |
| Book       | Superman: Last Son of Krypton                   | 1979         | 失敗 | Near the middle of the book, a philologist named John Lightfoot is sprung from prison by one of Lex Luthor's henchman, but is killed when the helicopter crashes moments later. |
| TV         | Prisoner                                        | 1984         | 成功 | In the Australian soap opera Prisoner, Marie Winter (Maggie Millar) escaped in a 1984 episode by dangling from the landing gear from a helicopter. |
| Film       | クライ・ベイビー                                | 1990         | 失敗 | In the John Waters film, Cry-Baby (Johnny Depp) is incarcerated after a gang fight between the Drapes and the Squares. Fellow Drape members Milton and Hatchet-Face attempt to free him by landing a helicopter in the prison yard. Their attempt is thwarted by the armed prison guards and the two would be liberators flee the grounds in the rear of a garbage truck. |
| Film       | Amerikanskaya doch (American Daughter)          | 1995         | 成功 | In the end of the film Amerikanskaya doch (American Daughter) an adolescent American girl (played by Allison Whitbeck) helps her Russian father Alexei (Vladimir Mashkov) and another inmate escape from the prison using a helicopter. |
| TV         | 炎のテキサス・レンジャー "Codename: Dragonfly"  | 1996         | 成功 | In the Walker, Texas Ranger season 4 episode "Codename: Dragonfly", a drug dealer is freed from a prison by an ex-Marine mercenary flying a stolen army stealth helicopter. |
| Film       | スパイ・ゲーム                                  | 2001         | 成功 | Spy Game is a 2001 drama film, directed by Tony Scott, and starring Robert Redford and Brad Pitt who played Tom Bishop. Bishop is rescued from a Chinese prison by a helicopter merely 15 minutes prior to his scheduled execution. |
| TV         | 炎のテキサス・レンジャー "The Final Showdown"   | 2001         | 成功 | In the Walker, Texas Ranger season 8 episode "The Final Showdown" (Part 1), the first episode of the two-part series finale, a violent motorcycle gang is sprung from a prison in Huntsville, Texas via a helicopter flown by their leader, who had been declared insane and was subsequently presumed to have died in a fire.                                            |
| TV         | CSI:マイアミ "Body Count"                       | 2003         | 成功 | In the CSI:Miami season 1 episode "Body Count" Horatio Caine and his team pursue three inmates who escaped from the Miami Detention Center via a helicopter after another inmate was murdered as a distraction. |
| TV         | Kurtlar Vadisi "Episode 61"                     | 2004         | 成功 | |
| Film       | トリプルX ネクスト・レベル                      | 2005         | 成功 | In the film xXx: State of the Union, the character Darius Stone (played by Ice Cube) escapes the U.S. disciplinary barracks by jumping to a waiting helicopter. |
| Video Game | スプリンターセル 二重スパイ                     | 2006         | 成功 | In the video game Tom Clancy's Splinter Cell: Double Agent Sam Fisher, working undercover for the NSA helps break Jamie Washington out of Ellsworth Prison in Kansas in order to infiltrate his terrorist organization as a double agent. They escape by staging a prison riot, working their way up to the roof and then hijacking a news reporter's helicopter.         |
| TV         | プリズン・ブレイク "Bang & Burn"                | 2007         | 失敗 | The third season of the television series Prison Break features an aborted attempt to escape by helicopter from the fictional Sona prison in Panama. |
| Video Game | Saints Row 2                                    | 2008         | 成功 | The protagonist frees a drug trafficker to help take out an enemy gang during the mission "File in the Cake". |
| Film       | 大脱出                                          | 2013         | 成功 | |
| Film       | ガンズ&ゴールド                                 | 2014         | 成功 | |
| TV         | The Last Panthers "Chimeras"                    | 2015         | 成功 | |
| TV         | THE BLACKLIST/ブラックリスト "The Cryptobanker" | 2019         | 失敗 | |
| Film       | ブラック・ウィドウ                              | 2021         | 成功 | |